# Rafael Errázuriz Echaurren
Rafael Errázuriz Echaurren (Santiago, 23 de octubre de 1866 - ibíd, 26 de enero de 1910) fue un agricultor y político chileno, miembro del Partido Liberal (PL). Se desempeñó como diputado por La Victoria y Melipilla entre 1894 y 1897.

## Familia y estudios
Nació en Santiago, el 23 de octubre de 1866. Sus padres fueron el presidente de Chile entre 1871 y 1876; Federico Errázuriz Zañartu y su esposa, la primera dama Eulogia Echaurren García-Huidobro.
Se casó con Josefina Quesney Mackenna, con quien tuvo diez hijos.
Estudió en el Colegio San Ignacio de Santiago. Se dedicó a la agricultura y otros negocios. Figuró entre los organizadores de la Compañía Carbonífera Curanilahue.

## Vida política
En las elecciones parlamentarias de 1893, fue elegido diputado por La Victoria y Melipilla, para el periodo 1894-1897.
Falleció en Santiago, el 26 de enero de 1910, a los 43 años.